# (16198) Búzios
16198 Buzios (2000 AB243) – planetoida z grupy pasa głównego asteroid okrążająca Słońce w ciągu 4,13 lat w średniej odległości 2,57 j.a. Odkryta 7 stycznia 2000 roku.